# 6991 Chichibu
6991 Chichibu eller 1995 AX är en asteroid i huvudbältet som upptäcktes den 6 januari 1995 av den japanska astronomen Takao Kobayashi vid Ōizumi-observatoriet. Den är uppkallad efter den japanska staden Chichibu.
Asteroiden har en diameter på ungefär 4 kilometer.